# Marcelle de Lacour

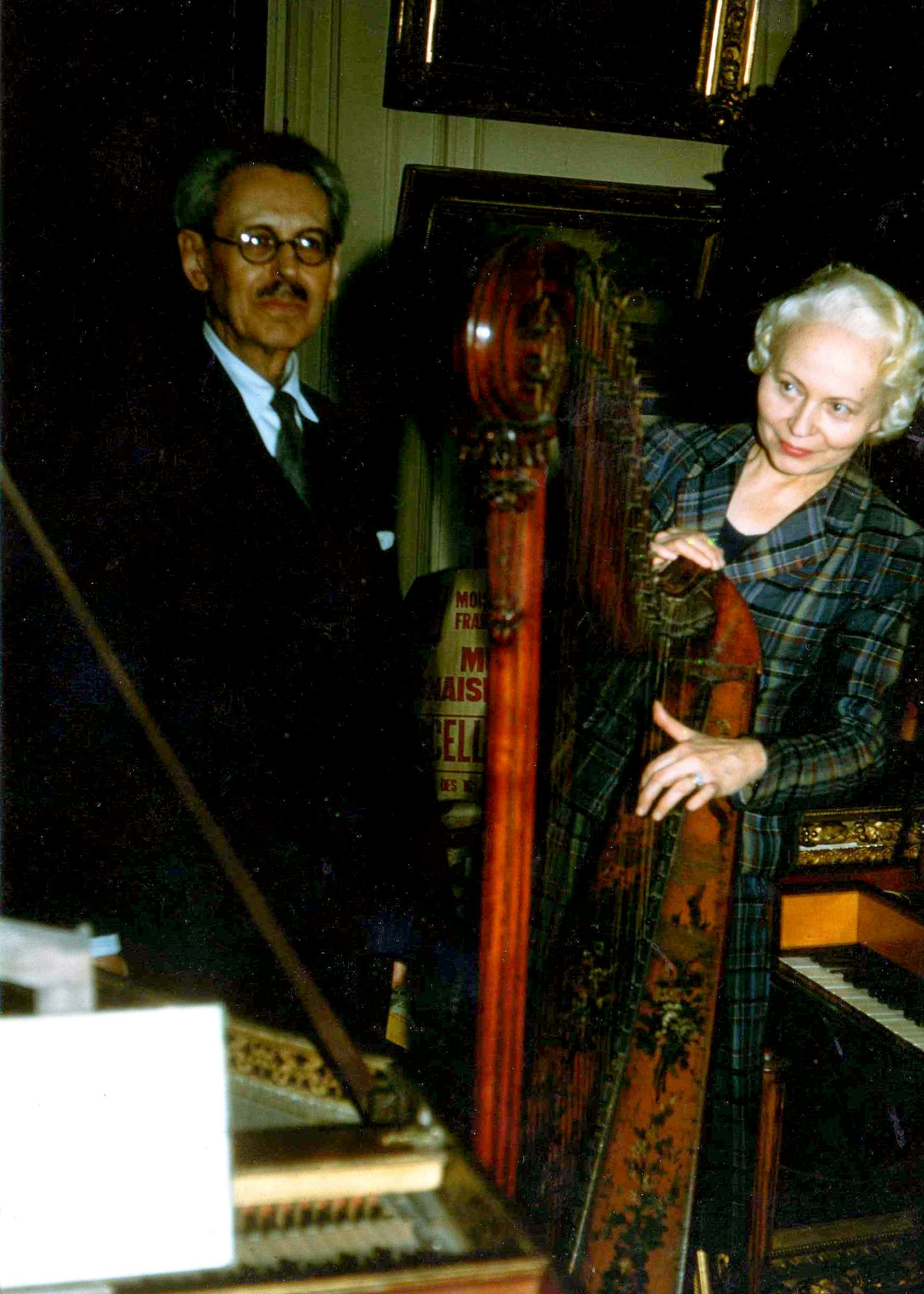
Marcelle und Robert de Lacour

Marcelle de Lacour (geborene Marcelle Schaeffer, * 6. November 1896 in Besançon; † 24. März 1997) war eine französische Cembalistin.

## Leben
Marcelle Antoinette Eugénie de Lacour hatte als Kind Klavier-, später auch Harfenunterricht. In den 1920er Jahren kam sie mit ihrem Ehemann Robert de Lacour, einem Rechtsanwalt und Musikliebhaber, nach Paris, wo sie Cembalo bei Wanda Landowska studierte.
Danach trat sie als Cembalosolistin in ganz Europa auf. Zu ihrem Repertoire gehörten u. a. Werke von Jean-Baptiste Loeillet de Gant, Joseph Bodin de Boismortier, Michel Richard de Lalande, Jean-Baptiste Lully, Marc-Antoine Charpentier, François Couperin, Jean-Philippe Rameau, Henry Purcell, Johann Pachelbel, Johann Sebastian Bach, Heinrich Schütz, Dietrich Buxtehude, Domenico Scarlatti, Georg Friedrich Händel und Georg Philipp Telemann. Daneben spielte sie auch Werke zeitgenössischer Komponisten wie Bohuslav Martinů, Florent Schmitt, Alexandre Tansman und Francis Poulenc, die Cembalostücke für sie komponierten.
Nach dem Zweiten Weltkrieg trat de Lacour als Solistin mit dem Orchestre Philharmonique de Paris und dem Orchestre National de France und als Kammermusikerin mit dem Oboisten Pierre Pierlot, dem Flötisten Jean-Pierre Rampal und dem Trio Pasquier auf.
Als der ehemalige Orgelprofessor Marcel Dupré Direktor des Pariser Konservatoriums wurde, regte er Marcelle de Lacour 1955 an, eine Cembaloklasse am Konservatorium zu gründen, die sie bis 1967 leitete. 2000 wurde die Fondation Marcelle et Robert de Lacour zur Förderung der Musik und des Tanzes gegründet.